# Wieteke van Dort

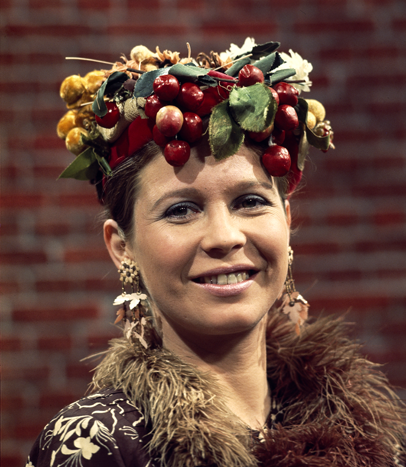
Wieteke van Dort als 'deftige dame' in De Stratemakeropzeeshow, 1973

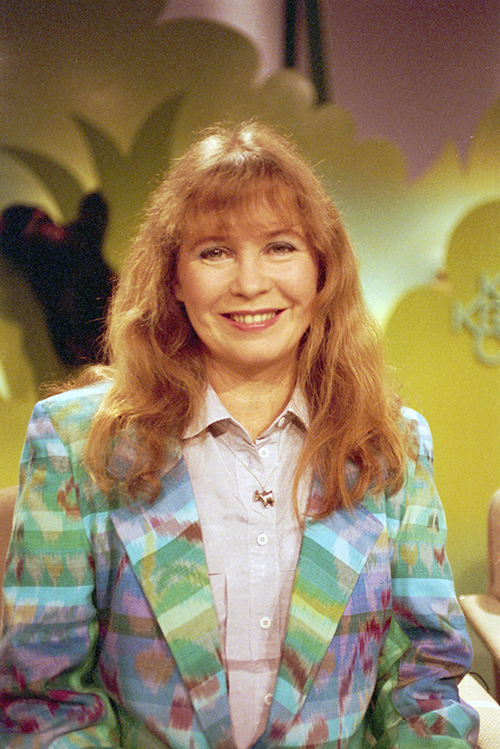
Wieteke van Dort in 1992 in Waku Waku

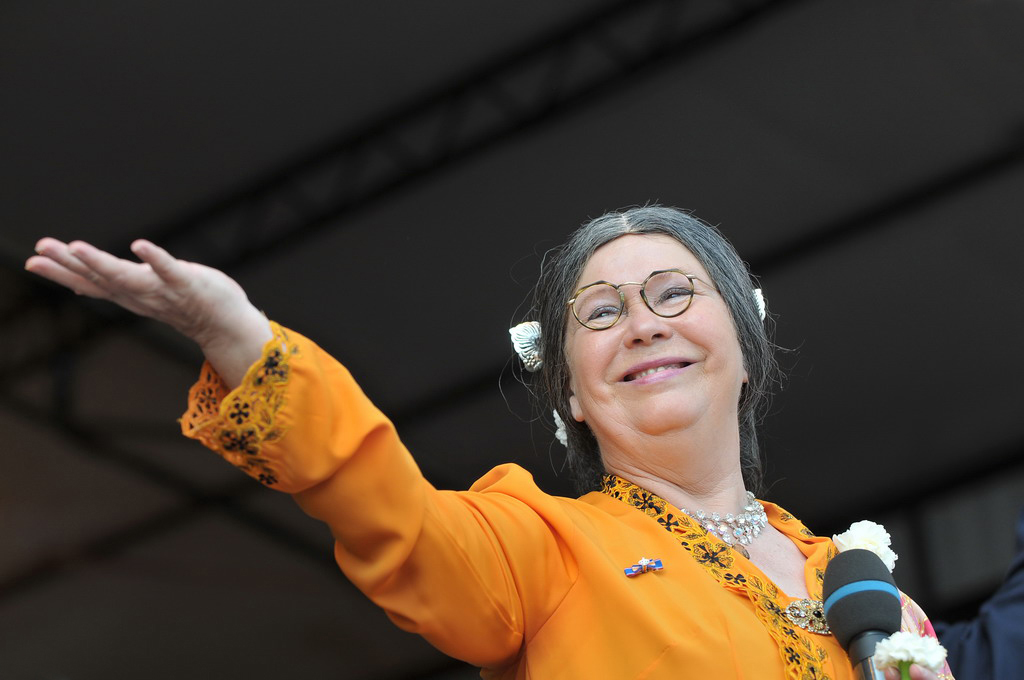
Wieteke van Dort als Tante Lien, 2009

Louisa Johanna Theodora (Wieteke) van Dort (Soerabaja, 16 mei 1943 – Den Haag, 15 juli 2024) was een Nederlands actrice, cabaretière en zangeres, die onder meer bekend is geworden door vele kinderprogramma's en als het Nederlands-Indische personage Tante Lien in de Late Late Lien Show.

## Biografie

### Jeugd en opleiding
Van Dort werd geboren in Soerabaja in het destijds door Japan bezette Nederlands-Indië. Zij was de op een na jongste van het gezin dat vier kinderen telde. Tijdens de Bersiap werd haar vader Theo van Dort, administrateur van de suikerfabriek in Soerabaja, op 8 oktober 1945 door pemoeda's vanuit zijn woning gevangen gezet en op 13 oktober op de aloon-aloon (het dorpsplein) vermoord. Haar moeder, Bernardine Soesman, hertrouwde in 1952 met Louis Rommelaar, eigenaar van een rubberfabriek in Soerabaja. Doordat haar moeder toneelregisseur was, deed Wieteke al snel enige vakkennis op. Toen ze met haar ouders in 1957 in Nederland met Europees verlof was, werd door Soekarno het buitenlands bezit genationaliseerd en bleef het gezin noodgedwongen zonder enig bezit in Nederland.
Op school was ze ook betrokken bij de schoolkrant en het schooltoneel. Toneelspelen had haar grootste belangstelling.
In 1958 werd haar aan haar moeder opgedragen dichtbundel Handen met 17 gedichten uitgegeven door uitgeverij Nijgh & Van Ditmar en verscheen ze in kranten en op de radio als "jongste dichteres van Nederland". Ze verliet haar middelbare school, het Johan de Witt Lyceum, zonder diploma. Omdat ze nog te jong was voor de toneelacademie, volgde ze eerst een opleiding tot kleuterleidster. Haar moeder stimuleerde haar door te gaan met het schrijven van liedjes en verhalen. Daarna volgde alsnog een tweetal jaren op de toneelschool, maar ook die opleiding sloot ze zonder diploma af. Desondanks kon ze terecht bij de Nieuwe Komedie/Toneelgroep Arena, waar ze opviel als Julia in Romeo en Julia.

### Hoogtijdagen
In 1968 sloot Van Dort zich aan bij het ABC-cabaret van Wim Kan en Corry Vonk, waar zij ervaring opdeed in het cabaret. Bij het ABC ontmoette ze ook pianist en tekstschrijver Eduard Koning, met wie ze tientallen jaren samenwerkte. Nadat ze trouwde en een gezin stichtte concentreerde ze zich vanaf eind jaren 1960 met veel succes op radio en televisie. Zo speelde ze de titelrol in een tv-bewerking van Pinokkio  en met onder anderen Willem Nijholt van 1968 tot 1971 in het jeugdtelevisieprogramma Oebele. In De Stratemakeropzeeshow met Aart Staartjes en Joost Prinsen, uitgezonden tussen 1972 en 1974, was zij de deftige dame. Voor een sketch voor De Stratemakeropzeeshow bedacht ze dat het leuk zou zijn om de Indische tongval te gebruiken. Na de uitzending werd ze gebeld door een Indische gezelligheidsvereniging met de vraag of ze dit nog eens wilde doen op een aanstaande feestavond. Ze stelde een klein programma samen en noemde zichzelf Adeline Multatula-van Dommelen, of kortweg Tante Lien. In deze rol werd ze een boegbeeld voor veel Indische Nederlanders. Van 1976 tot 1978 presenteerde Wieteke van Dort het radioprogramma Radio Lawaaipapegaai en van 1978 tot 1982 presenteerde ze het vervolg op televisie, Papelagaaiwaai.
In 1979 en 1980 zond de KRO een liedjesprogramma uit met de titel Kun je nog zingen, zing dan mee, met onder anderen Van Dort en Willem Nijholt. In 1978 verscheen hiervan een lp met liedjes uit Kun je nog zingen, zing dan mee (vanaf 1999 op cd). In 1977 volgde de release van de succesvolle luister-lp Ot & Sien in Indië, een plaat over het leven in Nederlands-Indië, die ze eveneens met Willem Nijholt maakte. Van 1979 tot 1981 speelde zij samen met Staartjes en Prinsen in de televisieserie J.J. De Bom voorheen De Kindervriend, waarin zij de rol van Titia Konijn vertolkte. Een schrijverscollectief bestaande uit Hans Dorrestijn, Karel Eykman, Ries Moonen, Fetze Pijlman, Jan Riem en Willem Wilmink schreef de teksten. Ook het televisieprogramma Het Klokhuis waarin Van Dort meedeed, werd door het schrijverscollectief van tekst voorzien.
Tussen januari 1979 en februari 1981 presenteerde zij voor de VARA de Late Late Lien Show, een humoristisch programma voornamelijk gericht op Indische Nederlanders. De afleveringen bevatten sketches, liedjes, traditionele dansen en verhalen rond nostalgie en heimwee naar het oude Nederlands-Indië. Over haar rol als Tante Lien zei ze wel eens: "Wat ik doe, is méér dan alleen maar optreden. Het biedt troost, en voor sommigen heeft het zelfs een therapeutische waarde."

### Latere loopbaan
In de serie 't Schaep met de 5 pooten (2006) speelde Van Dort een gastrol als Manja Wegenwijs. Ze was ook te zien in de laatste aflevering van TV Comeback van Omroep MAX, waarin onder meer een kijkje in haar huis wordt genomen.
In 2008 speelde ze in de bioscoopfilm Sinterklaas en het Geheim van het Grote Boek van regisseur Martijn van Nellestijn. In 2009 zette ze de rol van Koningin neer in Sinterklaas en de Verdwenen Pakjesboot, van dezelfde regisseur.
In 2010 gaf Van Dort vrijwillige medewerking aan het liedje Toch hoor jij er altijd bij (tekst Marion Middendorp en Jan Knetsch) over het verlies van een baby.
Van Dort was nauw verbonden met de Efteling in Kaatsheuvel. Ze heeft voor het park vele sprookjes ingesproken, waaronder Raponsje (Rapunzel), Roodkapje, De rode schoentjes, Hans en Grietje, Het Volk van Laaf, De zes zwanen en De put van Vrouw Holle.
Ze was de initiatiefneemster voor de oprichting van een gedenkteken (in januari 2012 onthuld) op het Ereveld Loenen ter herinnering aan de slachtoffers die vielen bij de Strijd om Tarakan (1945) en de eerdere strijd aldaar in 1942.
In 2017 maakte Van Dort samen met het New European Ensemble en Gerard Mosterd de voorstelling Een Javaanse L'Histoire du Soldat. De tekst hiervoor werd geschreven door dichter, journalist en mensenrechtenactivist Goenawan Mohamad.
Op beurzen en pasar malams was zij tot op latere leeftijd nog als Tante Lien actief.
Van Dort trad gedurende het seizoen 2018/19 viermaal op als gast van De Indië Monologen, een theateravond met Nederlands-Indië als centraal thema. In het seizoen 2019/2020 was ze te zien in de voorstelling Enkele reis.
In 2022 werkte Van Dort aan twee nieuwe liedjes die in hetzelfde jaar werden uitgebracht. Surabayaku was een ode aan Van Dort en haar stad Surabaya. Haar laatste solo single Weerzien werd eveneens geschreven en geproduceerd door Michiel Eduard.  In 2023 verscheen samen met Michiel Eduard haar laatste single Dewi Melati geheel in krontjong style. Dewi Melati was een personage uit een kinderboekje geschreven door Van Dort en geïllustreerd door Rik van der Burg. 
In het voorjaar van 2024 was Van Dort te zien in de bioscoopfilm Verliefd op Bali. De opnames hiervoor vonden in 2023 plaats.

### Privéleven
Van Dort was aanhangster van Jomanda. Bij de Tweede Kamerverkiezingen van 1994 stond ze als vijfde op de lijst van de Natuurwetpartij. Deze destijds nieuwe partij behaalde echter geen zetel.
Ze trouwde op 4 april 1970 met psychotherapeut Theo Moody, die al twee jonge kinderen uit een eerder huwelijk had. Samen kregen ze nog een kind. 
In 2012 kreeg ze een hartaanval, waarna ze drie bypasses kreeg en een hartklepoperatie moest ondergaan. In mei 2024 werd bekend dat Van Dort door uitgezaaide kanker was getroffen. Op 8 juli van dat jaar overleed haar echtgenoot, op 86-jarige leeftijd. Wieteke van Dort overleed precies een week later op 81-jarige leeftijd.

## Eerbetoon
Op 29 april 1999 werd Van Dort benoemd tot Ridder in de Orde van Oranje-Nassau.